# Iphiaulax hewittii
Iphiaulax hewittii är en stekelart som beskrevs av Cameron 1906. Iphiaulax hewittii ingår i släktet Iphiaulax och familjen bracksteklar. Inga underarter finns listade i Catalogue of Life.